# Combate de Talcahuano
El combate de Talcahuano, también llamado ataque a Talcahuano por la historiografía chilena, fue un episodio de la guerra contra la Confederación Perú-Boliviana en el cual una expedición al mando del general confederado José Trinidad Morán arribó al puerto chileno de Talcahuano y envió dos lanchas en una misión de reconocimiento, la cuales lograron cumplir su objetivo pese a ser hostilizados por las defensas chilenas en tierra.

## Los hechos
Tras obtener la capitulación de la guarnición chilena de la isla Juan Fernández y destruir sus instalaciones, la escuadra confederada al mando del general José Trinidad Morán zarpó en dirección al puerto de Talcahuano, donde arribó el 23 de noviembre de 1837. 
El general Morán se adelanta con la corbeta Socabaya a reconocer el puerto chileno, el cual se encontraba defendido por dos fuertes y una guarnición de soldados y, luego de desistir de batir los fuertes por las nulas ventajas que esto le traería, según expresó en su parte oficial, ordenó que dos lanchas tripuladas con 8 hombres cada una al mando de los tenientes Loayza y Valle Riestra se dirigieran al fondeadero con la finalidad de obtener noticias de los buques extranjeros que se encontraban surtos en el lugar. 
Al aproximarse las lanchas confederadas al fondeadero, los defensores en tierra creyeron que se trataba del preludio de un desembarco por lo que abrieron fuego sobre ellos logrando alcanzar sus disparos a dos marinos peruanos. Cumplida su misión  aún bajo el fuego enemigo, y tras informarse de la inminente llegada de tropas chilenas provenientes de Concepción al mando del intendente Manuel Bulnes, las dos lanchas confederadas regresaron a la Socabaya. 
Cuando el general Bulnes arribó al puerto hizo desplegar sus fuerzas en la playa mientras los confederados permanecieron en la bahía hasta las 6 de la tarde en que soltaron velas y se retiran del lugar para luego zarpar al norte, con la finalidad de reconocer y hostilizar las costas chilenas.

## Otras operaciones sobre las costas de Chile
La expedición confederada arribó al puerto de San Antonio el 28 de noviembre, donde capturó al bergantín mercante chileno "Feliz Inteligencia" el cual se encontraba cargando maderas y no opuso resistencia. Morán intentó un desembarco en el puerto pero, según se narra en el parte del general, los chilenos enarbolaron una bandera de parlamento. Sin embargo, a poco de desembarcar los cinco hombres que conducían el bote que para tal efecto había enviado escoltados por una lancha artillada al mando del alférez Vieiras, fueron emboscados por las milicias chilenas y tres soldados son tomados prisioneros habiendo logrado ganar la lancha a nado los dos soldados restantes. Tras contestar el fuego dirigido desde tierra con la metralla del cañón que portaba la lancha confederada, esta retornó a su corbeta llevando consigo dos hombres muertos y cuatro heridos, entre estos últimos el alférez Vierias. Para contrarrestar el ataque, la Socabaya dirigió ocho cañonazos sobre las milicias enemigas logrando dispersarlas y también a una compañía de huasos montados que habían hecho aparición a galope.
Luego de capturar un segundo mercante chileno cerca de Valparaíso, los confederados recalaron en el puerto de Huasco el 5 de diciembre donde la corbeta Confederación dirigió algunos cañonazos sobre la aduana del puerto aunque sin causar mayores daños que los sufridos por la casa de un guardia.
La última operación de los confederados en las costas chilenas fue en Caldera, puerto donde se sabía estaban almacenadas barras de oro, plata y cobre. Previamente informado de los movimientos de la escuadra confederada el gobernador Juan Melgarejo dispuso el retiro de los caudales siendo los botes mandados a tierra obligados a retirarse antes de desembarcar por los disparos de la guarnición. Tras esta última acción la expedición Morán regresa definitivamente al puerto del Callao.
La expedición de Morán a su regreso al Perú, sería homenajeada por el Protector Andrés de Santa Cruz el 27 de diciembre en Lima. Morán también se enteraría de la firma del Tratado de Paucarpata el cual ponía fin a las hostilidades con Chile.

## Consecuencias
El crucero duró 50 días, no encontró resistencia alguna en el mar y solo obtuvo como recompensa dos buques mercantes, no se logró interrumpir el comercio y crear el pánico en las poblaciones costeras. Además de intentar rescatar a Ramón Freire. 
Algunos autores chilenos sostienen que la expedición Morán tenía por finalidad también ocupar el puerto de Talcahuano, promover pronunciamientos y sublevaciones en el ejército chileno y capturar a su jefe el general Bulnes, esto sin embargo no ha sido documentalmente demostrado, no existiendo mención a estos supuestos planes en las comunicaciones y partes que desde puertos chilenos dirigió el general Morán al protector Andrés de Santa Cruz.